# Duncanville (serie animata)
Duncanville è una sitcom animata statunitense del 2020, creata da Amy Poehler, Mike Scully e Julie Scully.
La prima stagione è stata trasmessa negli Stati Uniti su Fox dal 16 febbraio al 17 maggio 2020. Nell'aprile 2020, Fox ha rinnovato la serie per una seconda stagione, in onda dal 23 maggio 2021.
In Italia la prima stagione è andata in onda su Italia 1 con i primi due episodi l'11 e il 12 gennaio 2021, mentre il resto della stagione dal 19 giugno al 10 luglio 2021 in seconda serata. A partire dalla seconda stagione viene trasmessa da Italia 2, in prima serata.
Nell'aprile 2021, prima della trasmissione della seconda stagione, la serie è stata rinnovata per una terza stagione.
La terza ed ultima stagione ha debuttato il 1º maggio 2022. A giugno dello stesso anno, Fox ha cancellato la serie dopo tre stagioni. La serie si è conclusa il 18 ottobre 2022.

## Trama
Duncanville è incentrato sulla vita di Duncan Harris, un ragazzo di 15 anni, che è sempre a un passo dal prendere una decisione sbagliata. Insieme a lui vive sua madre, un'addetta ai parcheggi, che sogna di diventare un detective e deve sempre guardare il figlio; suo padre, che cerca di essere per Duncan una figura paterna migliore di quanto lo fosse suo padre per lui; sua sorella Kimberly, una normale adolescente che sta attraversando normali fasi adolescenziali; e Jing, l'altra sua sorella asiatica adottiva, che è un'intelligente bambina di 5 anni che dà sempre consigli a Duncan. Mia è la cotta occasionale di Duncan.

## Episodi
| Stagione         | Episodi | Prima TV USA | Prima TV Italia |
| ---------------- | ------- | ------------ | --------------- |
| Prima stagione   | 11      | 2020         | 2021            |
| Seconda stagione | 12      | 2021         | 2022            |
| Terza stagione   | 16      | 2022         | 2022-2023       |

## Personaggi e doppiatori

### Personaggi principali
- Duncan Harris, voce originale di Amy Poehler, italiana di Tito Marteddu.
- Annie Harris, voce originale di Amy Poehler, italiana di Claudia Razzi.
- Jack Harris, voce originale di Ty Burrell, italiana di Marco Mete e Lorenzo Crisci (da giovane).
- Kimberly Harris, voce originale di Riki Lindhome, italiana di Letizia Ciampa.
- Jing Harris, voce originale di Joy Osmanski, italiana di Ilaria Latini.
- Wolf, voce originale di Zach Cherry, italiano di Paolo Vivio.
- Yangzi, voce originale di Yassir Lester, italiano di Alessandro Sanguigni.
- Bex, voce originale di Betsy Sodaro, italiana di Gaia Bolognesi.
- Mia Abara, voce originale di Rashida Jones, italiana di Giulia Catania.
- Mr. Mitch, voce originale di Wiz Khalifa, italiana di Christian Iansante.

### Personaggi ricorrenti
- Sindaco Jen, voce originale di Kathy Najimy, italiana di Rossella Izzo.
- Helen Diggins, voce originale di Kathy Najimy.
- Bradley, voce originale di Natalie Palamides, italiana di Barbara Villa.
- Claire, voce originale di Natalie Palamides, italiana di Lucrezia Marricchi.
- Lil' Joey, voce originale di Natalie Palamides, italiana di Alessio Nissolino.

### Personaggi secondari
- Alice Cooper, voce originale di Alice Cooper, italiana di Alessandro Budroni.
- Janine, voce originale di Ana Gasteyer, italiana di Valentina Favazza.
- Fridgy, voce italiana di Roberta Pellini.
- Padre di Mia Abara, voce italiana di Alessandro Ballico.
- Carrie Heffernan, voce originale di Aseem Batra, italiana di Alessandra Bellini.
- Nick, voce originale di Adam Scott, italiana di Francesco Venditti.
- Arthur Spooner, voce originale di John Viener, italiana di Daniele Valenti.
- Jeremy, voce originale di Finn Wolfhard, italiana di Lorenzo Crisci.
- Daryl Chrisakowski, voce originale di John Viener, italiana di Flavio Aquilone.
- Shane, voce originale di Nicholas Gonzalez, italiana di Stefano Macchi.
- Marcus, voce originale di Melissa Villaseñor, italiana di Irene Trotta.

### Guest star
- SLAYER, voce originale di Tyler "Ninja" Blevin, italiana di Flavio Aquilone.

## Produzione

### Sviluppo
Il 17 agosto 2017, Fox ha commissionato una sceneggiatura e un episodio pilota per una sitcom animata sviluppata da Amy Poehler e scritta da Poehler, Mike Scully e Julie Scully. Il 26 ottobre 2018 è stato annunciato che la rete ha ordinato una stagione composta da tredici episodi, con le partecipazioni vocali di Poehler, Rashida Jones e Wiz Khalifa. In seguito sono stati annunciati gli attori Ty Burrell e Riki Lindhome come interpreti di personaggi ricorrenti.
La serie è prodotta da Poehler tramite la Paper Kite Productions, da Scully tramite la Scully Productions e da Dave Becky attraverso la 3 Arts Entertainment. Le società di produzione coinvolte nella serie includono anche Bento Box Entertainment, Universal Television, Fox Entertainment e 20th Television.
Nell'aprile 2020, la serie si è unita al resto della programmazione di Animation Domination della Fox, in una partnership con la piattaforma di live streaming Caffeine per il programma AniDom Beyond Show condotto da Andy Richter. ll 18 maggio 2020, John Viener si è unito alla serie con altri scrittori di Animation Domination. 
Il 6 aprile 2020, la serie è stata rinnovata per una seconda stagione prevista per la stagione televisiva 2021-2022. Il 16 luglio 2020 la presenza di Jones, Osmanski e Khalifa è stata confermata fissa per il cast ricorrente della seconda stagione.

## Distribuzione

### Trasmissione internazionale
- 16 febbraio 2020 negli Stati Uniti d'America su Fox;[1]
- 16 febbraio 2020 in Canada su Citytv;[17]
- 27 marzo 2020 nel Regno Unito su Channel 4;[18]
- 4 giugno 2020 in Australia su 9Go!;[19]
- 30 agosto 2020 in America Latina su Fox Channel;[20]
- 6 novembre 2020 in Francia su Prime Video;[21]
- 11 gennaio 2021 in Italia su Italia 1;[4] Italia 2

## Accoglienza
Su Rotten Tomatoes, la serie ha un indice di approvazione dell'89% sulla base di 9 recensioni, con una valutazione media di 6,33 su 10. Su Metacritic, la serie ha un punteggio medio ponderato di 64 su 100 basato su 6 recensioni, indicando "recensioni generalmente favorevoli". IndieWire ha assegnato ai primi due episodi di Duncanville un voto B, affermando che la serie "ha bisogno di più tempo per scoprire cosa vuole essere". Sulgana Misra di The A.V. Club ha dato una B all'episodio Benvenuti a Oakdale!, lodando il fascino di Poehler e le dinamiche familiari della serie, ma criticando la mancanza di motivazioni interessanti del personaggio principale.
In Italia, la serie è stata sospesa dopo soltanto due episodi. Gli ascolti delle prime due puntate, andate in onda l'11 ed il 12 gennaio 2021, non hanno raggiunto quelli della famiglia "gialla"; tali numeri hanno portato la Mediaset a sospendere la serie momentaneamente.